# Делагардова балка
44°34′58″ пн. ш. 33°32′19″ сх. д. / 44.58269173670263° пн. ш. 33.53850259651032° сх. д.
Делагардова балка  — балка у Севастополі довжиною 2,25 кілометра. Починається на нагір'ї Кеткартова холма, впадає у Сарандінакіну балку.
Нижня частина має крутий нахил, зайнята дачними ділянками, схили природного вигляду, зі скелями та чагарниками. Верхня частина полога, незабудована, схили вкриті сосновим лісом.
Назва від хутора сім'ї Берт'є-Делагардов, який тут знаходився. Топонім з'явився раніше народження науковця Олександра Берт'є Делагарда.

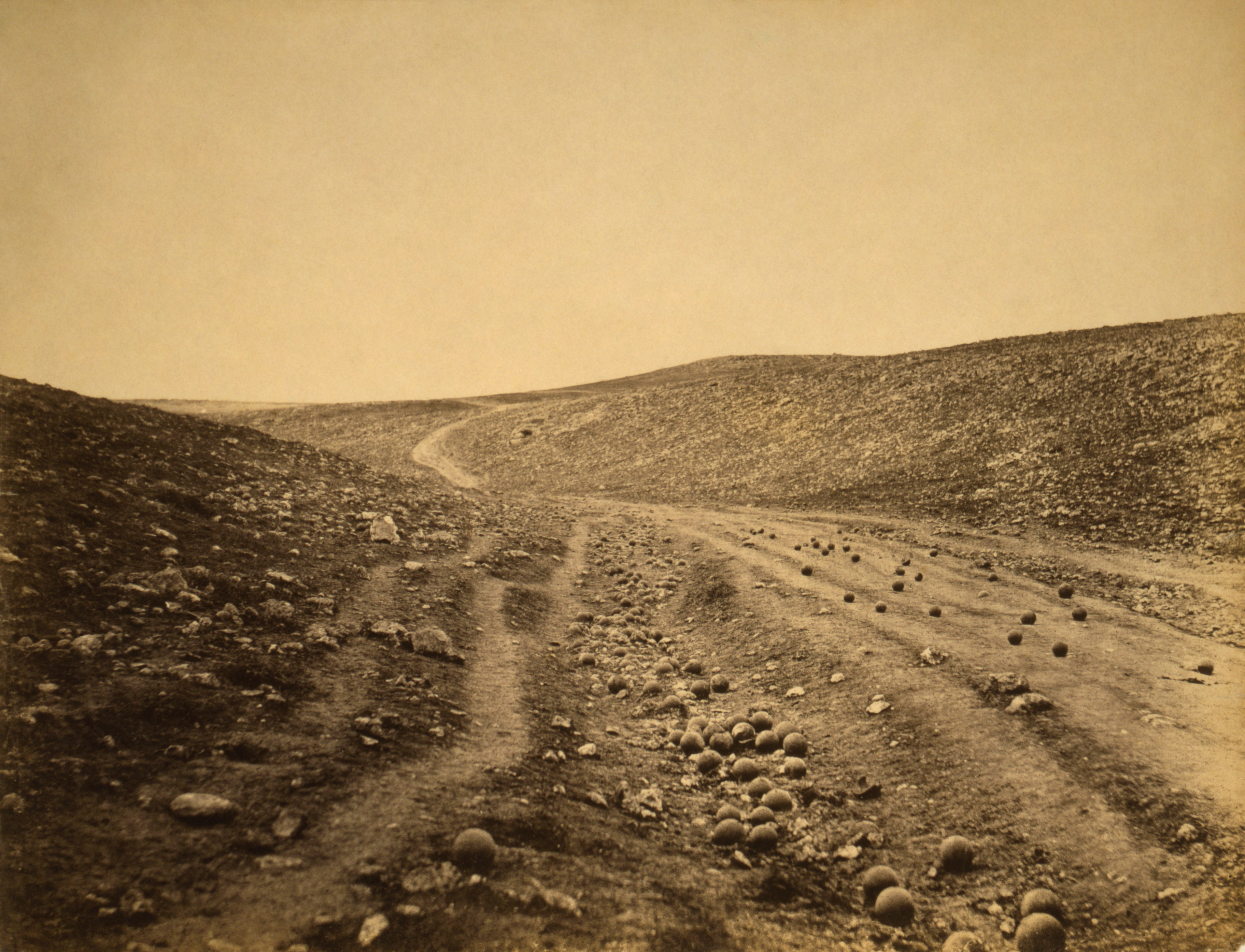
фотографія Роджера Фентона «Долина Тіней Смерті»

Під час Кримської війни, 23 квітня 1855 року, у балці знята відома фотографія Роджера Фентона «Долина Тіней Смерті»